# غطائط
الغطائط (بالإنجليزية: Rhonchi)‏ هي أصوات صاخبة خشنة تشبه الشخير تحدث بسبب إفرازات الشعب الهوائية. منذ أواسط تسعينات القرن العشرين، لم يعد مصطلح الغطائط مصطلحا دقيقا في التسمع، حيث أن المصادر العلمية يحدث فيها الالتباس بين الغطائط والكراكر والأزيز.
كذلك مصطلح الخرخرات التي لم يعد مستخدما في أوروبا وأمريكا الشمالية وأستراليا بسبب الاتباس الذي يحصل بينه وبين الكراكر والأزيز والاحتكاك الجنبي.
من الأصوات الأخرى التي يمكن تسمعها من الرئة أو الحلق هي الثغاء والحسيس والنفخ الرئوي والكلام الصدري الهمسي.